# Two Sides of the Moon
Two Sides of the Moon è l'unico album solista pubblicato da Keith Moon, batterista del gruppo rock britannico The Who. Il disco uscì nel 1975 su etichetta MCA Records/Polydor Records.

## Il disco
Moon fu ispirato a pubblicare un album solista dal suo compagno di band John Entwistle, il quale aveva pubblicato nel 1971 il disco Smash Your Head Against the Wall. Moon, grande fan dei The Beach Boys e del surf rock decise quindi di incidere un album di cover, facendosi aiutare dall'amico Ringo Starr dei The Beatles.
Invece che utilizzare l'album per mettere in mostra le sue doti tecniche alla batteria, Keith Moon si occupò di cantare tutte le canzoni sul disco, suonando la batteria in soli tre brani (Crazy Like a Fox, The Kids Are Alright e Move Over Ms. L), e le percussioni in Don't Worry Baby. L'album vede la presenza di molti ospiti illustri, tra i quali: Ringo Starr, Harry Nilsson, David Bowie, Joe Walsh degli Eagles, Jim Keltner, Bobby Keys, Klaus Voorman, John Sebastian, Flo & Eddie (Mark Volman e Howard Kaylan dei The Turtles), Spencer Davis, Dick Dale, Patti Quatro (sorella di Suzi Quatro) e il futuro attore Miguel Ferrer.
Two Sides of the Moon è stato ristampato una prima volta dalla Repertoire Records nel 1997 con l'aggiunta di svariate tracce bonus, e una seconda volta dalla Castle Music & Sanctuary Records nel luglio 2006, in versione Deluxe Edition su due dischi, con addirittura 41 brani aggiuntivi (in gran parte destinati ad un secondo album solista progettato da Moon che non si concretizzò mai).
John Lennon diede a Moon la canzone Move Over Ms. L ancor prima di inciderla lui stesso (Lennon pubblicò la sua versione come lato B del singolo Stand by Me qualche tempo dopo).

## Tracce
Lato 1
1. Crazy Like a Fox (Al Staehely)
2. Solid Gold (Nickey Barclay)
3. Don't Worry Baby (Brian Wilson, Roger Christian)
4. One Night Stand (Dennis Larden)
5. The Kids Are Alright (Pete Townshend)

Lato 2
1. Move Over Ms. L (John Lennon)
2. Teen Age Idol (Jack Lewis)
3. Back Door Sally (John Marascalco)
4. In My Life (Lennon-McCartney)
5. Together (Harry Nilsson, Moon, Richard Starkey)

### Bonus tracks ristampa CD 1997
1. U.S. Radio Spot (Moon, Ringo Starr)
2. I Don't Suppose
3. Naked Man (Randy Newman)
4. Do Me Good (Steve Cropper)
5. Real Emotion (Steve Cropper)
6. Don't Worry Baby - U.S. single A-side (Brian Wilson, Roger Christian)
7. Teenage Idol - U.S. single B-side (Jack Lewis)
8. Together 'Rap' (Harry Nilsson, Moon, Ringo Starr)

### Bonus tracks ristampa CD Deluxe Edition 2006
Outtakes from the album
1. Lies
2. I Don't Suppose
3. Hot Rod Queen

The original 1974 U.S. single
1. Don't Worry Baby (Wilson/Roger Christian)
2. Teenage Idol (Jack Lewis)

The Mal Evans mixes
1. Back Door Sally (John Marascalco)
2. One Night Stand (Larden)
3. Crazy Like A Fox (Staehely)
4. In My Life (Lennon–McCartney)
5. Move Over Ms. L (Lennon)
6. Solid Gold (Barclay)

The Unreleased Xmas '74 Single
1. We Wish You A Merry Xmas (Traditional)

The 1975 Clover masters
1. Do Me Good (Cropper)
2. Real Emotion (Cropper)
3. Naked Man (Newman)

Record Plant, L.A., August - November 1974
1. Keith & Ringo 'Together' session dialogue #1
2. Don't Worry Baby- John Sebastian guide vocal (Brian Wilson/Roger Christian)
3. Don't Worry Baby - Keith lead vocal (Brian Wilson/Roger Christian)
4. Teenage Idol (Jack Lewis)
5. Crazy Like A Fox (Staehely)
6. Solid Gold (Barclay)
7. A Touch Of The Moon Madness - link piece
8. Move Over Ms. L (Lennon)
9. Lies
10. My Generation (Townshend)
11. The Kids Are Alright (Townshend)
12. Keith & Ringo Together session dialogue #2
13. Together - take one (Nilsson/Moon/Starkey)
14. Together - Keith & Ringo vocals (Nilsson/Moon/Starkey)
15. Together - Harry Nilsson ending tag (Nilsson/Moon/Starkey)
16. I'm Not Angry
17. Hot Rod Queen
18. Solid Gold Ad-libs #1
19. Teenage Idol (Jack Lewis)
20. Solid Gold Ad-libs #2

Clover Recorders, L.A., August 1975
1. Real Emotion (Cropper)
2. OK Mr. Starkey
3. Do Me Good (Cropper)

And finally...
1. Keith & Ringo - Together (Again) - Record Plant session (Nilsson/Moon/Starkey)
2. In My Life - Record Plant session - Keith solo (Lennon–McCartney)
3. The Kids Are Alright - hidden bonus track (Townshend)

## Formazione
- Voce: Keith Moon, Ringo Starr, Gerald Garrett, Jim Gilstrap, Ira Hawkins, Ron Hicklin, Augie Johnson, Howard Kaylan, Clydie King, Dennis Larden, Gregory Matta, Sherlie Matthews, Ricky Nelson, Harry Nilsson, Irma Routen, Julia Tillman Waters, Mark Volman, Jay DeWitt White, Andrea Wills, Carolyn Wills, David Bowie.
- Chitarra: Joe Walsh, John Sebastian, Jesse Ed Davis, Ronnie Wood, Spencer Davis, Mike Condello, Beau Guss, Paul Lenart, Patti Quatro, Al Staehely, John Staehely, Skip Edwards, Danny "Kootch" Kortchmar.
- Basso: Klaus Voormann, David Birkett, Danny "Kootch" Kortchmar, Ronnie Wood, Jean Millington, Jimmie Randall, Paul Stallworth.
- Pianoforte, tastiere, organo Hammond: Jay Ferguson, Blair Aaronson, Nickey Barclay, Skip Edwards, David Foster, Norman Kurban.
- Batteria, percussionI: Keith Moon, Ringo Starr, Kenney Jones, Jim Keltner, Cam Davis, Miguel Ferrer, Ron Grinel, James Ed Haymer, Mickey McGee, Curly Smith.
- Sintetizzatori: Joe Walsh, Blair Aaronson.
- Corno inglese: Steve Douglas, Ollie Mitchell.
- Sassofono: Bobby Keys.